# Чинур
Чинур — деревня в Касимовском районе Рязанской области. Входит в Первинское сельское поселение

## География
Находится в северо-восточной части Рязанской области на расстоянии приблизительно 13 км на юг по прямой от районного центра города Касимов в правобережной части района у автомобильной дороги Касимов-Сасово.

## История
В 1859 году здесь (тогда деревня Касимовского уезда Рязанской губернии) было учтено 28 дворов, в 1897 — 47.

## Население
Численность населения: 209 человек (1859 год), 305 (1897), 40 в 2002 году (русские 100 %), 30 в 2010.

## Достопримечательности
Источник с часовней.